# 愛絲卡&羅吉的鍊金工房 ～黃昏天空之鍊金術士～
《愛絲卡&羅吉的鍊金工房 ～黃昏天空之鍊金術士～》是由GUST所製作代號為「A15」的第十五個鍊金術士系列角色扮演遊戲。發行平台為PlayStation 3。為《愛夏的鍊金工房～黃昏大地之鍊金術士～》的續作。此作沿用左（插畫家）擔任美術設定，並採用LTGL引擎製作。
PlayStation Vita版《愛絲卡&羅吉的鍊金工房Plus ～黃昏天空之鍊金術士～》在2015年1月22日發售。《愛絲卡&羅吉的鍊金工房 ～黃昏天空之鍊金術士～ DX》於2019年12月25日在日本發售PlayStation 4與任天堂Switch兩款新型主機版本遊戲，Microsoft Windows版本則於2020年1月14日發售。
2013年11月6日的《GUST創立20周年發表會》（日語：ガスト創立20周年発表会）上公佈將推出改編的動畫作品，並決定于2014年間播放。2014年3月7日動畫網站公開了第二張主視覺圖並告知會於2014年4月10日開始播放。2014年3月16日官方於《電擊遊戲感謝祭 2014》&《電擊文庫春之祭典 2014》上公開動畫最新宣傳影片。

## 遊戲內容
本作初次採用雙主角的故事系統。玩家可以選擇愛絲卡或羅吉為主角。主角的選擇不會影響故事的主要線路，但是部分事件劇情、故事結局會根據所選的主角而有所不同。
新的鍊金術系統讓玩家可以煉化多種物品。因為兩位主角各自使用不同的鍊金工具，因此能製作出的物品將有所差別。

## 簡介
在迎接了好幾次黃昏的世界也漸漸的走向了結束的時刻。位於「黃昏大地」遙遠的西方，有個曾是以鍊金術繁榮的國家，為了避免遲早會到來的「黃昏的終結」，人們努力專注於重現失傳的鍊金術。為了重現前時代的技術，集結鍊金術的研究都市「中央」，進行如何阻止黃昏的研究。主角則是一位於中央研究鍊金術的青年羅吉與住在邊境小鎮的少女愛絲卡，由鍊金術所編織青年與少女的物語即將展開。

## 主要登場角色
愛絲卡·玫莉耶（Escha Malier）
聲：村川梨衣
年齡：15歲；性別：女；身高：158cm；血型：O型；職業：開發班的新手職員
本作的主人翁之一，活潑開朗的女孩。
因為希望幫助別人而加入了經營不善的開發班。小時候從母親那裡學習了祖傳的鍊金術，但還只是初學者。
羅吉庫斯·菲克薩立歐（Logix Fiscario）
聲：石川界人
年齡：18歲；身高：173cm；血型：A型；職業：中央的鍊金術士
本作的主人翁之一，愛稱為「羅吉」。原本在中央研究鍊金術，後被指派到柯爾先特開發班任職。
乃驅使最新結合劍術與鍊金術的鍊金術士，因於中央學的是最新鍊金技術，不太熟悉古老的鍊金術。
參與中央的飛行船開發研究，負責新式鍊金術的引擎開發，卻發生爆炸事故。
露希兒·耶魯內拉（Lucille Ernella）
聲：本多真梨子
年齡：14歲；性別：女；身高：145cm；血型：A型；職業：開發班的後進職員
以往曾學習醫術，因此詳知針筒等先進的醫療知識。
細小的雜事亦率先承接，異常認真，但看起來，做任何事情皆非常樂在其中。
薇爾貝兒·沃·耶斯禮特（Wilbell voll Erslied）
聲：瀨戶麻沙美
年齡：18歲；性別：女；身高：152cm；血型：B型；職業：魔法師
出現過前作《愛夏的鍊金工房～黃昏大地之鍊金術士～》。
進行探索精靈修行的少女。
以前靠著與朋友合作成功與風精靈締結契約後，朝與世界各種精靈相遇的修行目的，四處流浪。
亞文·賽特雷特（Awin Sidelet）
聲：赤羽根健治
年齡：20歲；身高：175cm；血型：B型；職業：技術班的熱氣球整備士
愛絲卡的表哥，以前受愛絲卡仰慕並被稱為「哥哥」。
負責馬車、公共設施等整備作業，受眾人信賴。
具備豐富的機械技術知識，於執行調查作業中，進行多方協助。
西蕾雅·海賽爾格利姆（Threia Hazelgrimm）
聲：喜多丘千陽
年齡：26歲；身高：167cm；血型：B型；職業：歷史研究家
協助支部調查遺跡歷史的專門家。
研究過多數繁榮時期的遺物，會不少的鍊金術知識，但本人並非鍊金術士。
雷法·拉達貝里（Reyfer Luckberry）
聲：増谷康紀
年齡：32歲；身高：178cm；血型：AB型；職業：財寶獵人
追尋世界各地財寶而進行流浪之旅的財寶獵人，與哈利一起行動。
夢想著能一獲千金的浪漫主義者，平時的生活過得十分節儉。
米契·桑·謬仙布露達（Micie Sun Mussemburg）
聲：村中知
年齡：14歲；身高：157cm；血型：A型；職業：中央監査局的監察官
在中央監察局工作的年輕菁英，故事中盤被派往擔任柯爾先特支部的監察官。
卡朵拉·拉奇卡（Katla Larchica）
聲：うのちひろ
年齡：12歲；身高：145cm；血型：O型；職業：雜貨屋的售貨員
在街上開設露天雜貨店的少女。個性唯利是圖，能高價賣出破爛物品，但也有將珍貴的物品便宜售出的情形。
父母也曾開設過雜貨店，但經營慘澹而收場。因此想要代替雙親讓雜貨店復活。
索爾·古拉曼（Solle Grumman）
聲：松原大典
年齡：20歲；身高：172cm；血型：A型；職業：担任支部經理
負責管理支部預算，性格嚴峻，對於無用的花費絕不通過。言辭刻薄，興趣是製作點心。
與亞文是同期出身。雖然兩人思考方式完全不同，但交情卻很好。
琳卡（Linca）
聲：小清水亞美
年齡：24歲；性別：女；身高：160cm；血型：A型；職業：開發班的副班長
出現過前作《愛夏的鍊金工房～黃昏大地之鍊金術士～》。
作為副班長總是支援者瑪琳翁，戰鬥的專家。
在多處出差地鍛鍊的劍術為一流，但純真直爽的性格容易會錯意，時常引起一些不必要的麻煩。
有8個身材和臉孔都一模一樣的姊妹，雖然衣著髮飾上打扮相同，但性格迥然不同，外貌上可分別的是眼瞳顏色。
動畫第7集出現了「第三位」和「第一位」，平時出現的是「最小的」么妹。
「最小的」小妹，不擅長料理，但本人不自覺，眼瞳顏色為黃。
「第一位」大姊酷愛打鬥，宣稱「最小的」是其所有物，眼瞳顏色為藍。
「第三位」三姊非常愛喝酒（最小的琳卡是不喝酒的），並一直找尋琳卡們的「媽媽」，眼瞳顏色為紅。
瑪麗翁·昆恩（Marion Quin）
聲：植田佳奈
年齡：26歲；性別：女；身高：150cm；血型：A型；職業：開發班的班長
出現過前作《愛夏的鍊金工房～黃昏大地之鍊金術士～》。
中央的職員。
非常能幹的女性。在開發班人手不足的時刻，對於新來的鍊金術士愛絲卡和羅吉十分期待。
雖然平時總是在做些日常雜務，但實際上戰鬥力也很強。
克魯蘭德·古拉曼（Colland Grumman）
聲：藤沼建人
年齡：47歲；身高：184cm；血型：A型；職業：柯爾先特支部的支部長
負責城內各種事務的有能力者，對他人和自己都很嚴格，因此讓身邊的人畏懼。
雖然性格嚴謹，但拼命為城市付出努力的身影深受民眾愛戴。
杜克·貝里耶爾（Duke Beriel）
聲：小山剛志
年齡：47歲；身高：181cm；血型：B型；職業：酒吧老闆
酒吧「龍之拳」的店主。原本在支部的討伐班工作，因為出任務受重傷而引退，之後開始從事酒吧經營。
妮歐·阿爾吐魯（Nio Altugle）
聲：伊瀨茉莉也
年齡：15歲；身高：154cm；血型：A型；職業：旅行的藥士
前作主角愛夏·阿圖爾失蹤多年的妹妹。
從異國來到柯爾先特的藥士，目前住在愛絲卡的家裡。
克羅涅（Clone）
聲：山村響
年齡：不明；身高：164cm；血型：不明；職業：蘋果園管理人
自古就住在蘋果園並負責管理的自動機器人。跟愛絲卡的母親是好友，在母親過世後，以類似母親的身分照顧愛絲卡。
實為前個時代的鍊金術士。
哈利·歐森（Harry Olson）
聲：真殿光昭
年齡：40歲；性別：男；身高：175cm；血型：O型；職業：神秘冒險家
於某個城市經營大型商社的人物，現在使用自己的財產展開「學術的探究之旅」。
芙拉梅烏（Flameu）
聲：阿久津加菜
年齡：不明；身高：140cm；血型：不明；職業：神秘少女
於柯爾先特的漂浮遺跡與愛絲卡和羅吉相遇的神秘少女。
一直在遺跡深處沉眠。
幾乎無法與人類進行任何會話溝通，是個存在全部被謎團所包圍的不可思議存在。
實為傑歐希斯（未探索遺跡的正式名稱）的人形管理系統，原本為前時代的鍊金術士，但後來將自己投入到傑歐希斯的管理系統。

## 相關產品

### 原聲大碟
2013年6月26日發售。收錄了遊戲內的BGM。

### Twilight Sky
2013年6月26日發售。收錄了12首遊戲内所使用的歌曲。
1. Intro〜Towards the twilight〜
作曲・編曲：浅野隼人
2. ミルク色の峠 - チリヌルヲワカ
作詞・作曲：中島優美
開頭曲。
3. あめつちのことわり - 霜月はるか
作詞・作曲・編曲：菊田裕樹
標題曲。
4. りんごのねごと 〜Ring on one,go to... - 天乙准花
作詞・作曲・編曲：柳川和樹
愛絲卡的主題曲。
5. 空の傷痕 - 安娜貝爾
作詞：青木香苗、作曲・編曲：阿知波大輔
羅吉的主題曲。
6. 回遊魚の原風景 - 南壽あさ子
作詞・作曲：南壽あさ子、編曲：湯浅篤
7. 崇めよ、我は神鬼 - 霜月はるか
作詞・作曲・編曲：下田祐
8. Sky of Twilight - いとうかなこ
作詞：下田祐、作曲・編曲：Shade
9. 約束 - 杉並兒童合唱團
作詞・作曲・編曲：下田祐
10. 蜂群崩壊症候群 -Colony Collapse Disorder-  - 杉並兒童合唱團
作詞・作曲・編曲：下田祐
11. 無限大クロニクル - ACRYLICSTAB
作詞：UYU、作曲・編曲：阿部隆大
12. Pluie - Rurutia
作詞・作曲：Rurutia、編曲：Rurutia,TAKA SATO
13. 甘いご褒美  - チリヌルヲワカ
作詞・作曲：中島優美
結尾曲。
14. Outro〜緑の大地を夢見て〜
作詞・作曲：木下英幸

## 漫画
漫畫版自2013年12月至2015年1月在電擊魔王連載。由阿倍野茶子執畫。
| 卷數 | ASCII Media Works | ASCII Media Works      | 東立出版社     | 東立出版社             |
| 卷數 | 發售日期          | ISBN                   | 發售日期       | ISBN                   |
| ---- | ----------------- | ---------------------- | -------------- | ---------------------- |
| 1    | 2014年3月27日     | ISBN 978-4-04-866400-4 | 2015年10月26日 | ISBN 978-986-462-014-2 |
| 2    | 2015年1月27日     | ISBN 978-4-04-866989-4 | 2019年3月      | ISBN 978-986-462-015-9 |

## 動畫
電視動畫版於2014年4月10日TOKYO MX等日本電視台播放，製作公司為Studio五組。

### 製作人員
- 監督：岩崎良明
- 系列構成：浦畑達彥
- 劇本：浦畑達彥、高橋龍也、冨田頼子
- 角色設計、總作畫監督：中野圭哉
- 怪獸設計：岩永悦宜
- 美術監督：柴田千佳子
- 色彩設定：松岡球江
- 攝影監督：赤松康裕
- 編輯：後藤正浩
- 音響監督：明田川仁
- 動畫製作：Studio五組
- 製作：愛絲卡&羅吉的鍊金工房製作委員會

### 主題曲
片頭曲「明日顏色（アスイロ）」
作詞：花野十三，作曲、編曲：淺野隼人，主唱：村川梨衣
第10話當插入曲使用。
片尾曲「冬綠（ふゆみどり）」
作詞：花野十三，作曲、編曲：柳川和樹，主唱：霜月遙

### 各話列表
| 話數     | 日文標題 | 中文標題               | 劇本     | 分鏡            | 演出       | 作畫監督                                                          |
| -------- | -------- | ---------------------- | -------- | --------------- | ---------- | ----------------------------------------------------------------- |
| 第一話   |          | 歡迎來到鍊金工房！     | 浦畑達彥 | 岩崎良明        | 青柳隆平   | 瀧吾郎、輿石曉                                                    |
| 第二話   |          | 魔法師是什麼？         | 富田賴子 | 中山洋          | 村田尚樹   | 藤原未來夫                                                        |
| 第三話   |          | 我也想要戰鬥！         | 浦畑達彥 | 吉田泰三        | 小野田雄亮 | 北原章雄、洪錫杓 谷口繁則                                         |
| 第四話   |          | 是木桶！是尾巴！       | 高橋龍也 | 加瀨充子        | 石井和彥   | 飯塚正則                                                          |
| 第五話   |          | 我，成為前輩了！       | 富田賴子 | 瀨藤健嗣        | 瀨藤健嗣   | 關口雅浩、松原榮介                                                |
| 第六話   |          | 美味的點心是哪～個？   | 浦畑達彥 | 田所修          | 西村博昭   | 富谷美佳、能海知佳 本多美雪                                       |
| 第七話   |          | 完全無法了解的琳卡！   | 高橋龍也 | 比嘉直          | 瀨藤健嗣   | 小澤圓、武智敏光 松原榮介、三宅雄一郎                             |
| 第八話   |          | 熱呼呼？這是溫泉旅行！ | 富田賴子 | 中野英明        | 中野英明   | 一之瀨結梨、重松晉一 服部益實、關口雅浩 松原榮介                  |
| 第九話   |          | 打擊！夢要被奪走了     | 浦畑達彥 | 加瀨充子 祝浩司 | 小野田雄亮 | 北原章雄、林真煜 李相振、金大勳                                   |
| 第十話   |          | 我不會放棄的！         | 高橋龍也 | 西澤晉          | 藏本穗高   | 奧野浩行、服部益實 松原榮介、金海淑 金奉德、車尚訓 韓旻基、金永範 |
| 第十一話 |          | 憧憬的未踏遺跡！       | 富田賴子 | 加瀨充子        | 西村博昭   | 都竹隆治、安田祥子 森悅人、服部益實 池原百合子、井前隆生          |
| 第十二話 |          | 我們的約定！           | 浦畑達彥 | 中山洋          | 村田尚樹   | 大高雄大、嵩本樹 服部益實、重松晉一 豬飼一幸、ABOUT17             |

### 播放電視台
日本深夜動畫：下文記載的日本国内播放時間使用日本標準時間（UTC+9）表示。因為部分時間标识會採用30小时制，因此請留意这类超过24:00的时间，其實際播放時間為翌日清晨。
| 播放地區   | 播放電視台    | 播放日期               | 播放時間（UTC+9）         | 所屬聯播網          | 備註   |
| ---------- | ------------- | ---------------------- | ------------------------- | ------------------- | ------ |
| 關東廣域圈 | TOKYO MX      | 2014年4月10日－6月26日 | 星期四 22時00分－22時30分 | 獨立UHF局           |        |
| 兵庫縣     | SUN電視台     | 2014年4月10日－6月26日 | 星期四 25時30分－26時00分 | 獨立UHF局           |        |
| 京都府     | 京都放送      | 2014年4月10日－6月26日 | 星期四 25時30分－26時00分 | 獨立UHF局           |        |
| 愛知縣     | 愛知電視台    | 2014年4月10日－6月26日 | 星期四 26時35分－27時05分 | 東京電視網          |        |
| 日本全國   | BS日本        | 2014年4月13日－6月29日 | 星期日 24時00分－24時30分 | 日本電視網 衛星電視 |        |
| 日本全國   | NICONICO直播  | 2014年4月13日－6月29日 | 星期日 24時30分－25時00分 | 網路電視            |        |
| 日本全國   | 萬代頻道      | 2014年4月14日－6月30日 | 星期一 12時00分 更新      | 網路電視            |        |
| 日本全國   | d Anime Store | 2014年4月14日－6月30日 | 星期一 12時00分 更新      | 網路電視            |        |
| 日本全國   | NICONICO頻道  | 2014年4月14日－6月30日 | 星期一 12時00分 更新      | 網路電視            |        |
| 日本全國   | AT-X          | 2014年4月14日－6月30日 | 星期一 23時00分－23時30分 | 衛星電視            | 有重播 |

### 藍光／DVD
| 卷 | 發售日         | 收錄話         | 規格編號   | 規格編號   |
| 卷 | 發售日         | 收錄話         | 藍光       | DVD        |
| -- | -------------- | -------------- | ---------- | ---------- |
| 1  | 2014年7月16日  | 第1話－第2話   | PCXG-50391 | PCBG-52461 |
| 2  | 2014年8月6日   | 第3話－第4話   | PCXG-50392 | PCBG-52462 |
| 3  | 2014年8月29日  | 第5話－第6話   | PCXG-50393 | PCBG-52463 |
| 4  | 2014年9月17日  | 第7話－第8話   | PCXG-50394 | PCBG-52464 |
| 5  | 2014年10月24日 | 第9話－第10話  | PCXG-50395 | PCBG-52465 |
| 6  | 2014年11月28日 | 第11話－第12話 | PCXG-50396 | PCBG-52466 |

## 反响
《愛絲卡&羅吉的鍊金工房～黃昏天空之鍊金術士～》在發行的第一周銷售出五萬七千五百五十套，為該週銷售量第二高的PS3遊戲。

## 外部連結
- TVアニメ「エスカ&ロジーのアトリエ」的X（前Twitter）
- 中文版官網 （页面存档备份，存于）
- 日文版官網 （页面存档备份，存于）
- 鍊金工房 〜黃昏之鍊金術士三部曲〜 DX 官方網站 （页面存档备份，存于）（繁體中文）
- 愛絲卡&羅吉的鍊金工房～黃昏天空之鍊金術士～電視動畫官網 （页面存档备份，存于）
- 愛絲卡&羅吉的鍊金工房～黃昏天空之鍊金術士～KBS京都電視台電視動畫介紹 （页面存档备份，存于）
- 愛絲卡&羅吉的鍊金工房～黃昏天空之鍊金術士～TOKYO MX電視台電視動畫介紹 （页面存档备份，存于）
- 愛絲卡&羅吉的鍊金工房～黃昏天空之鍊金術士～AT-X電視台電視動畫介紹 （页面存档备份，存于）
- 愛絲卡&羅吉的鍊金工房～黃昏天空之鍊金術士～NICONICO動畫網路直播專題 （页面存档备份，存于）
- 愛絲卡&羅吉的鍊金工房～黃昏天空之鍊金術士～b-ch萬代頻道動畫網路直播專題 （页面存档备份，存于）